# 11376 Taizomuta
11376 Taizomuta eller 1998 SY5 är en asteroid i huvudbältet som upptäcktes den 20 september 1998 av Spacewatch vid Kitt Peak-observatoriet. Den är uppkallad efter fysikern Taizo Muta.
Den tillhör asteroidgruppen Massalia.